# Calappa bilineata
Calappa bilineata is een krabbensoort uit de familie van de Calappidae. De wetenschappelijke naam van de soort is voor het eerst geldig gepubliceerd in 2002 door Ng, Lai & Aungtonya.